# Juan Alfonso de Baena

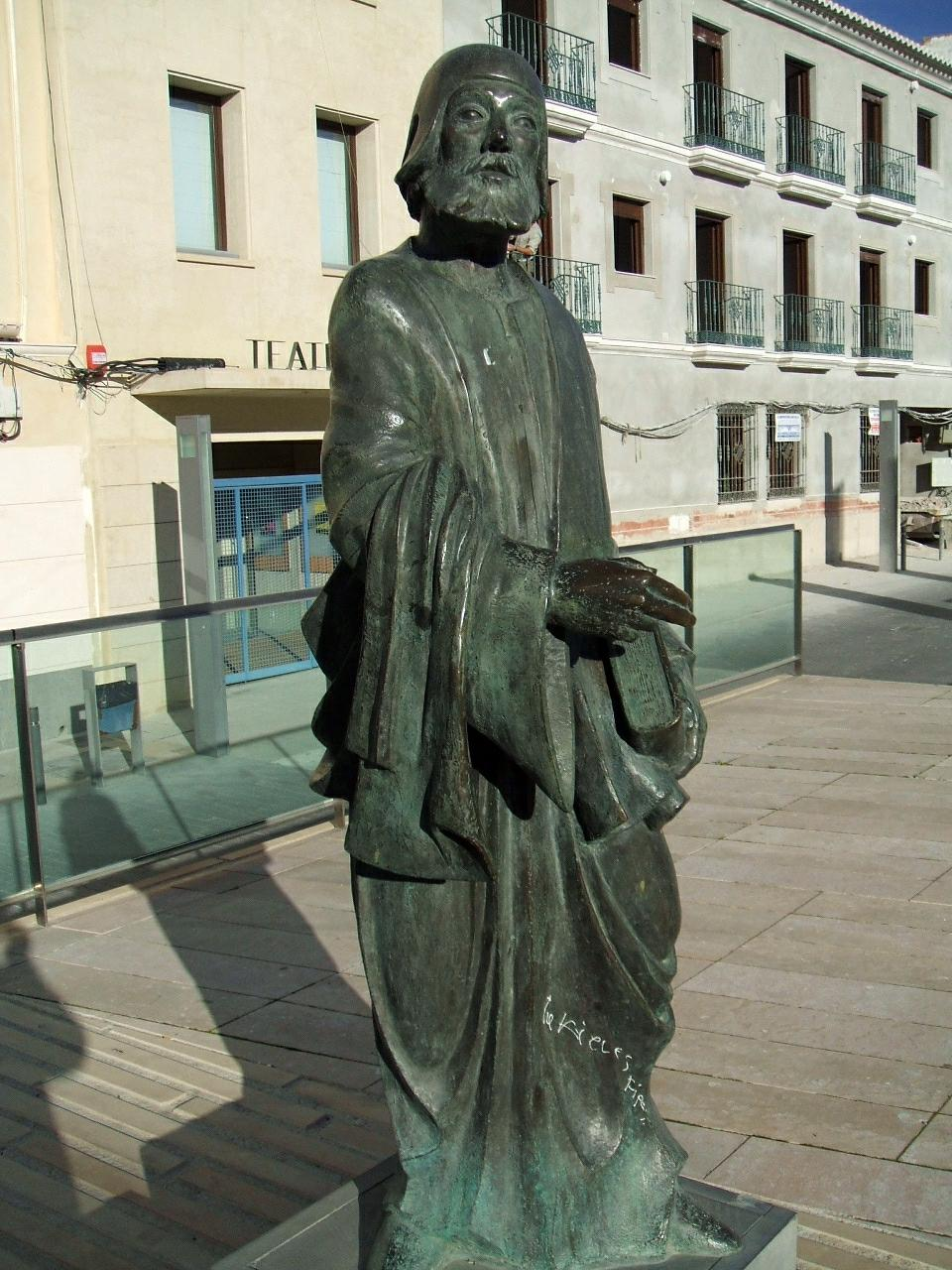
Estatua del escritor en Baena.

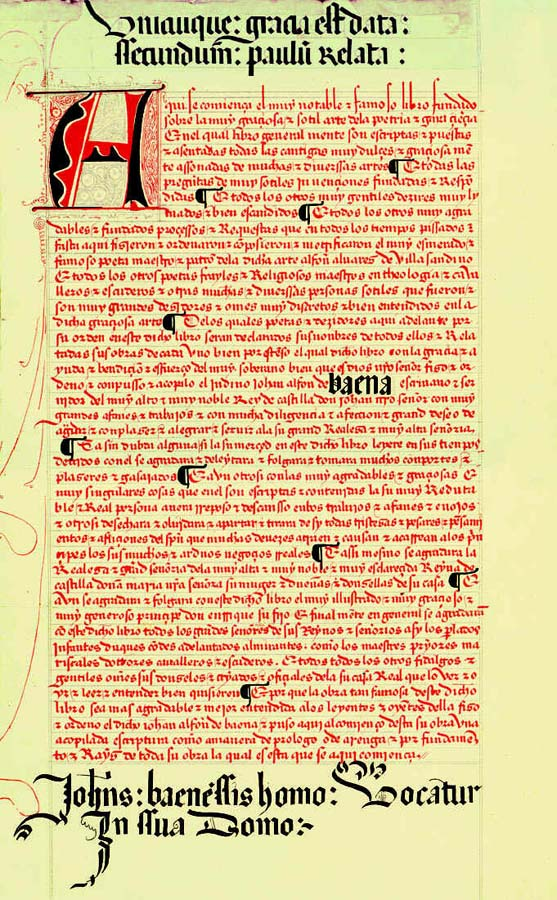
Página del Cancionero de Baena

Juan Alfonso de Baena (Baena, Córdoba, c. 1375–c. 1435) fue un poeta y escribano real de Juan II de Castilla. Es conocido especialmente por dar nombre a una antología poética de autores de los tiempos de Enrique II, Juan I, Enrique III y Juan II, conocida como el Cancionero de Baena. Tradicionalmente se le ha considerado judío converso, pero actualmente se considera que no hay sustento documental para mantener esa afirmación, que en buena parte se debió a un error de lectura en el prólogo del Cancionero, donde se confundió la palabra indino (indigno) por judino (judío).
Juan Alfonso de Baena estuvo casado con Elvira Fernández de Cárdenas. Fruto del matrimonio fueron dos hijos, Juan Alfonso (del que se sabe que fue vecino de Córdoba) y Diego (asentado este en Lora del Río, Sevilla, donde ejerció de trapero). 
Está documentada la presencia de Baena en Sevilla en 1408, donde estaba asentado y trabajaba de escribano. En 1416 la documentación le sitúa en Córdoba. Para 1435 ya había fallecido, ya que en la documentación su esposa aparece como viuda.

## ElCancionero de Baena
Baena es recordado especialmente por su Cancionero, una recopilación de obras poéticas de distintos autores escribieron entre finales del siglo XIV y principios XV. Más concretamente, bajo el reinado de Enrique II (1369-1379), Juan I (1379-1390), Enrique III (1390-1406) y Juan II (1406-1454). Entre los autores recopilados figuran poemas propios. De hecho, en este Cancionero figura casi toda la obra poética que se le conoce, salvo un extenso dezir de 1.751 versos, que figura en el Cancionero de Gallardo o de San Román y cuyos versos fueron reaprovechados por el propio Baena en otras obras.
En el prólogo del Cancionero, Baena alaba el valor de la palabra y del arte de la poesía. Después, escribe una breve presentación de cada uno de los poetas, que precede a sus versos. Se distinguen dos grupos principales de autores: los trovadorescos, influidos por la lírica provenzal y que escriben en gallego o con numerosos galleguismos (entre los que se encuentra el propio Juan Alfonso de Baena, quien incluye numerosas composiciones propias) y los de la escuela alegórico-dantesca, poetas más jóvenes, que han recibido la influencia italiana y escriben versos en castellano de arte mayor.